# Tatosoma topia
Tatosoma topia là một loài bướm đêm trong họ Geometridae.